# Colônia Witmarsum
A Colônia Witmarsum é um bairro formado por uma colônia de imigrantes alemães no município de Palmeira, na região dos Campos Gerais do Paraná.

## Localização

Localização do município de Palmeira no estado do Paraná, onde está a Colônia Witmarsum.

A Colônia Witmarsum está situada no município de Palmeira, em uma região conhecida como Campos Gerais, no segundo planato do estado do Paraná.
Na colônia estão localizadas as Estrias Glaciais de Witmarsum, um registro marcante da grande glaciação que ocorreu do Carbonífero inferior ao Permiano inferior, entre 360 e 270 milhões de anos atrás, quando toda porção sul do antigo supercontinente Gondwana, então parte da atual América do Sul, ficou coberto por espessas camadas de gelo.

## História
A Colônia Witmarsum foi formada em julho de 1951 por menonitas que remigraram da cidade de Witmarsum do estado de Santa Catarina. Os menonitas da Colônia Witmarsum pertencem ao grupo dos menonitas alemães-russos, que tem sua origem na Frísia, no norte da atual Holanda e Alemanha. Através da Prússia eles imigraram para Rússia no século XVIII, de onde saíram em 1929, fugindo do regime comunista.
Em 1930 vieram ao Brasil onde, após um tempo em Santa Catarina, fundaram em 1951 a Colônia Witmarsum no Paraná. Graças a um financiamento conseguido junto aos menonitas da América do Norte, foi possível comprar em 7 de junho de 1951 a Fazenda Cancela.
A colônia ocupa uma área de aproximadamente 7800 hectares e possui aproximadamente 1500 habitantes. Compreende cinco núcleos de povoamento, denominados aldeias e numerados de 1 a 5 e, dispostos em torno de um centro administrativo comercial e social situado na sede da antiga Fazenda Cancela (atual museu Casa Fazenda Cancela).

## Economia
A base econômica da colônia compreende a agropecuária, desenvolvida sobretudo no setor da pecuária leiteira. Também há criação de frangos e porcos para o abate e plantações de soja e milho. Na última década também foi observado o desenvolvimento turístico na localidade.

### Cooperativa

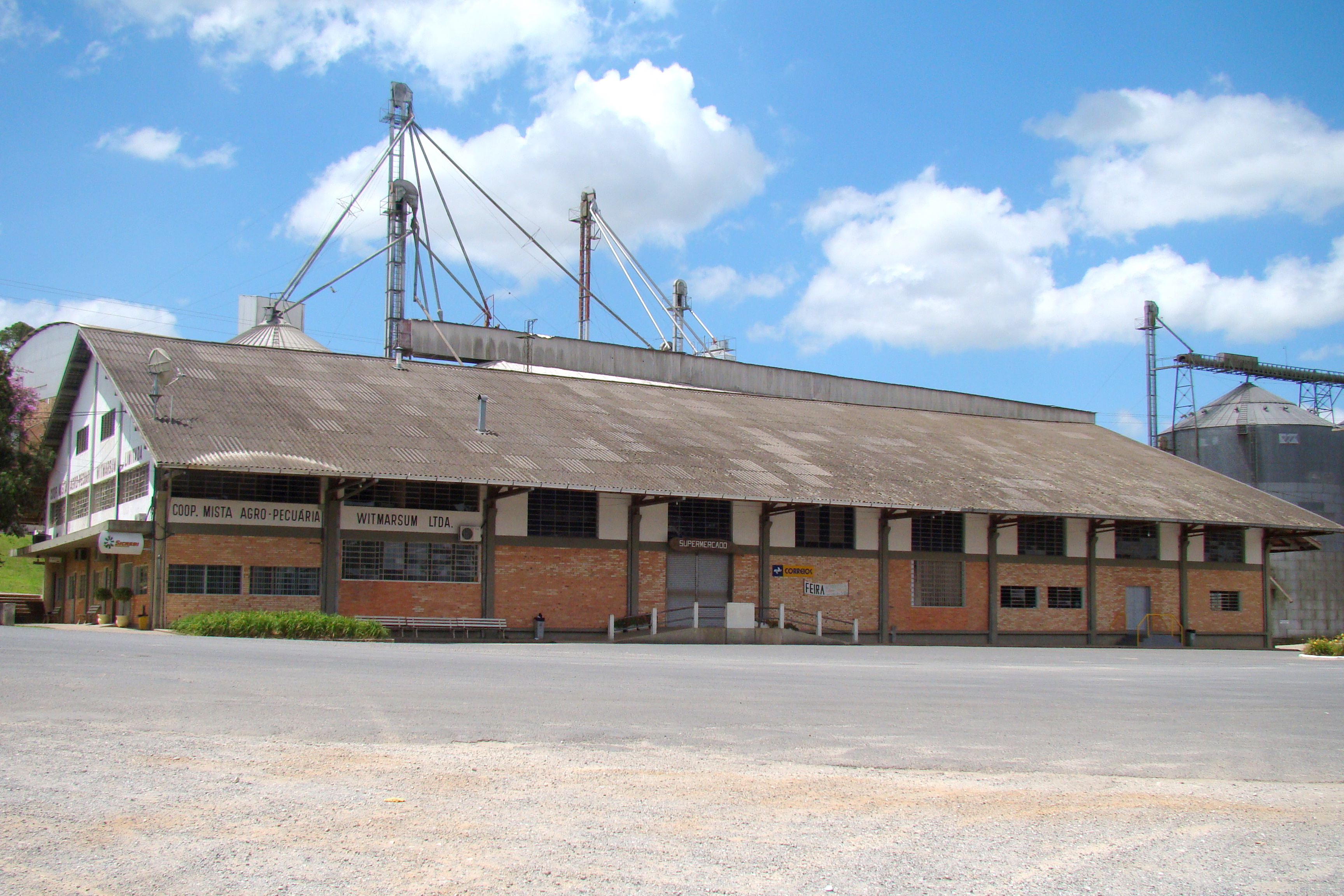
Vista da Cooperativa Mista Agropecuária Witmarsum Ltda.

A Cooperativa Witmarsum (Cooperativa Mista Agropecuária Witmarsum) é uma cooperativa da comunidade da colônia localizada no mesmo bairro. É um empreendimento que foi iniciado em 1952 pelos colonos, com foco na atividade agropecuária. Os principais produtos são a produção de leite e de grãos. A cooperativa faz o beneficiamento do leite bovino e distribui com a marca Cancela. Há ainda diferentes tipos de queijos, com a marca Witmarsum (os primeiros do país a ganhar selo de indicação geográfica). A cooperativa produz, pelo menos, 20 toneladas de queijo por mês e 25 mil litros de leite processados diariamente, abastecendo mercados em todo o Paraná.
Os cereais, como soja, trigo e canola, são armazenados pela cooperativa e, depois de secados e prontos para comercialização, são vendidos para diversas empresas do setor agrícola, nacionais e multinacionais, seja para beneficiamento e transformação em inúmeros produtos ou para exportação. Já o milho produzido é destinado para a fábrica de rações.
A cooperativa mantém uma farmácia veterinária junto com uma loja de insumos agropecuários, para atender os cooperados e toda a comunidade. Também são mantidos um supermercado e um posto de combustíveis.

## Galeria

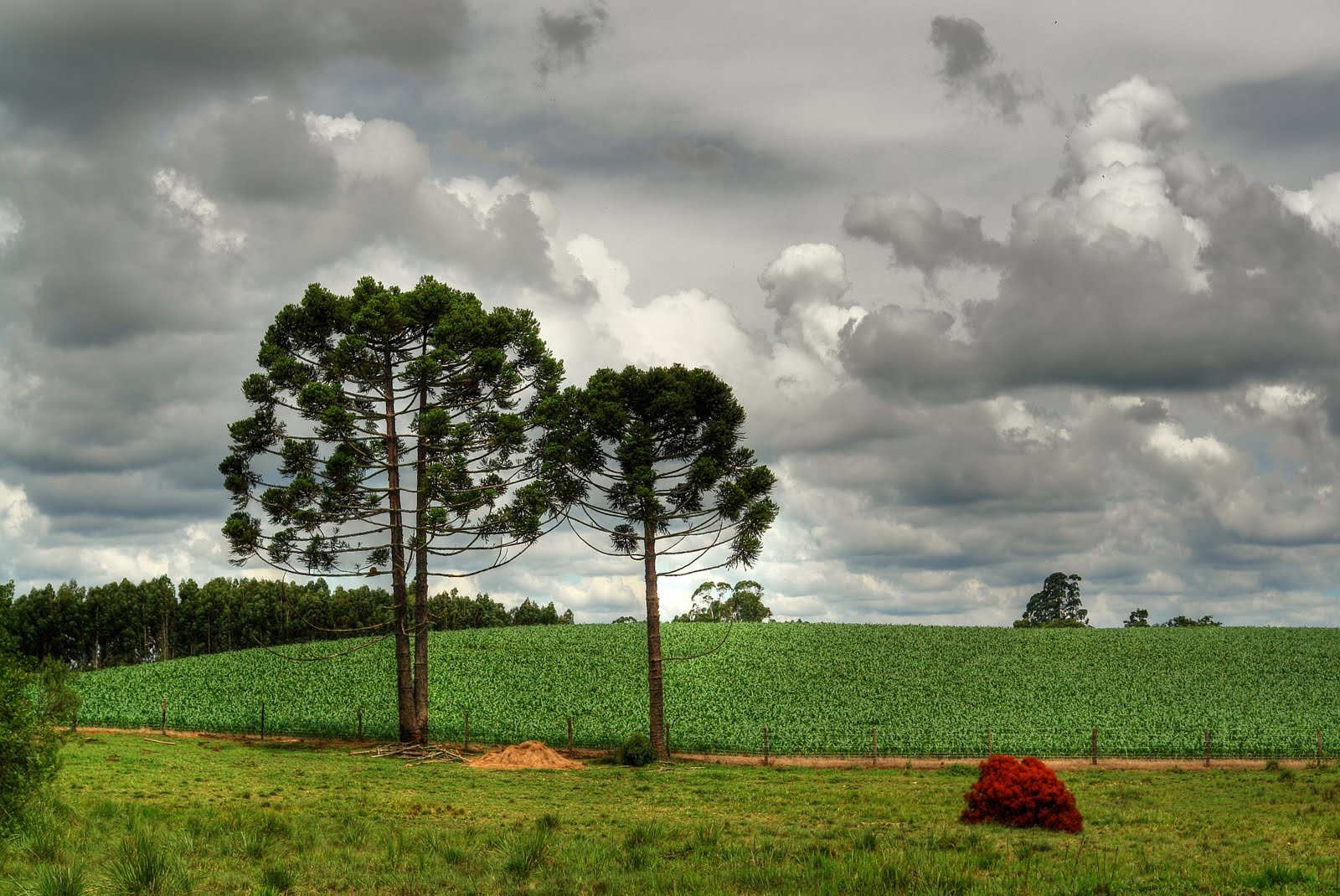
Lavoura na região da colônia.
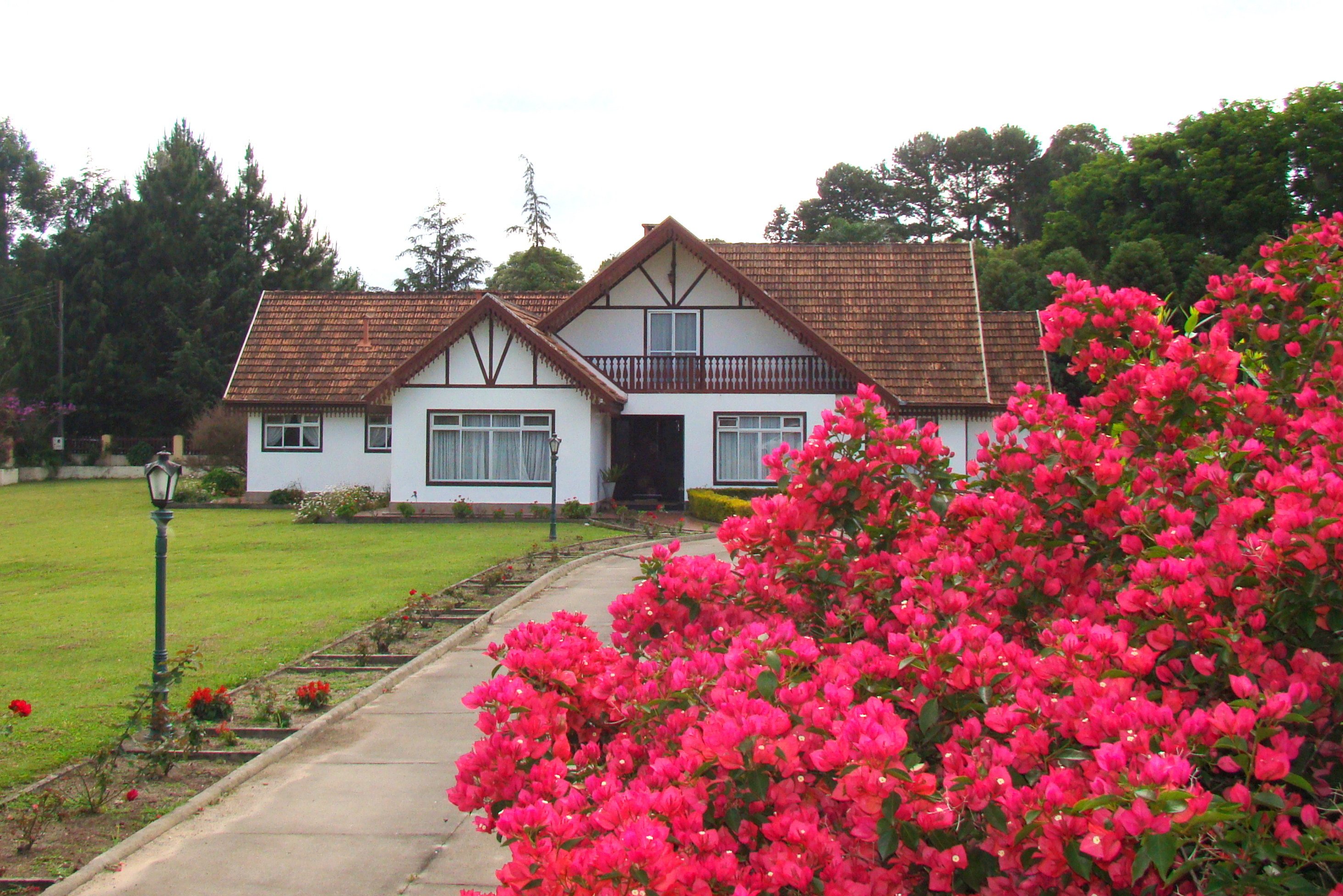
Casa típica em Witmarsum.
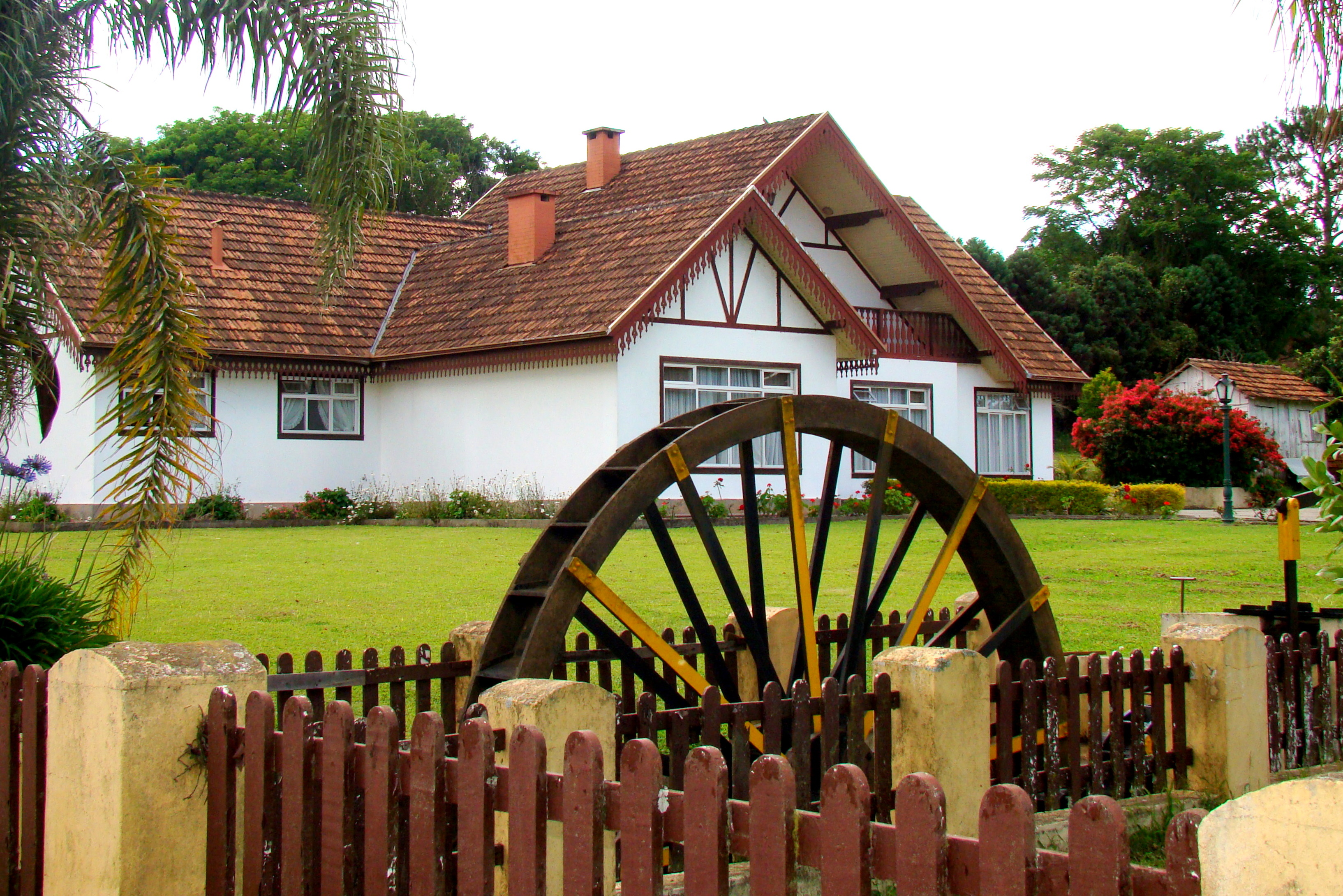
A arquitetura é um marco da colonização local.
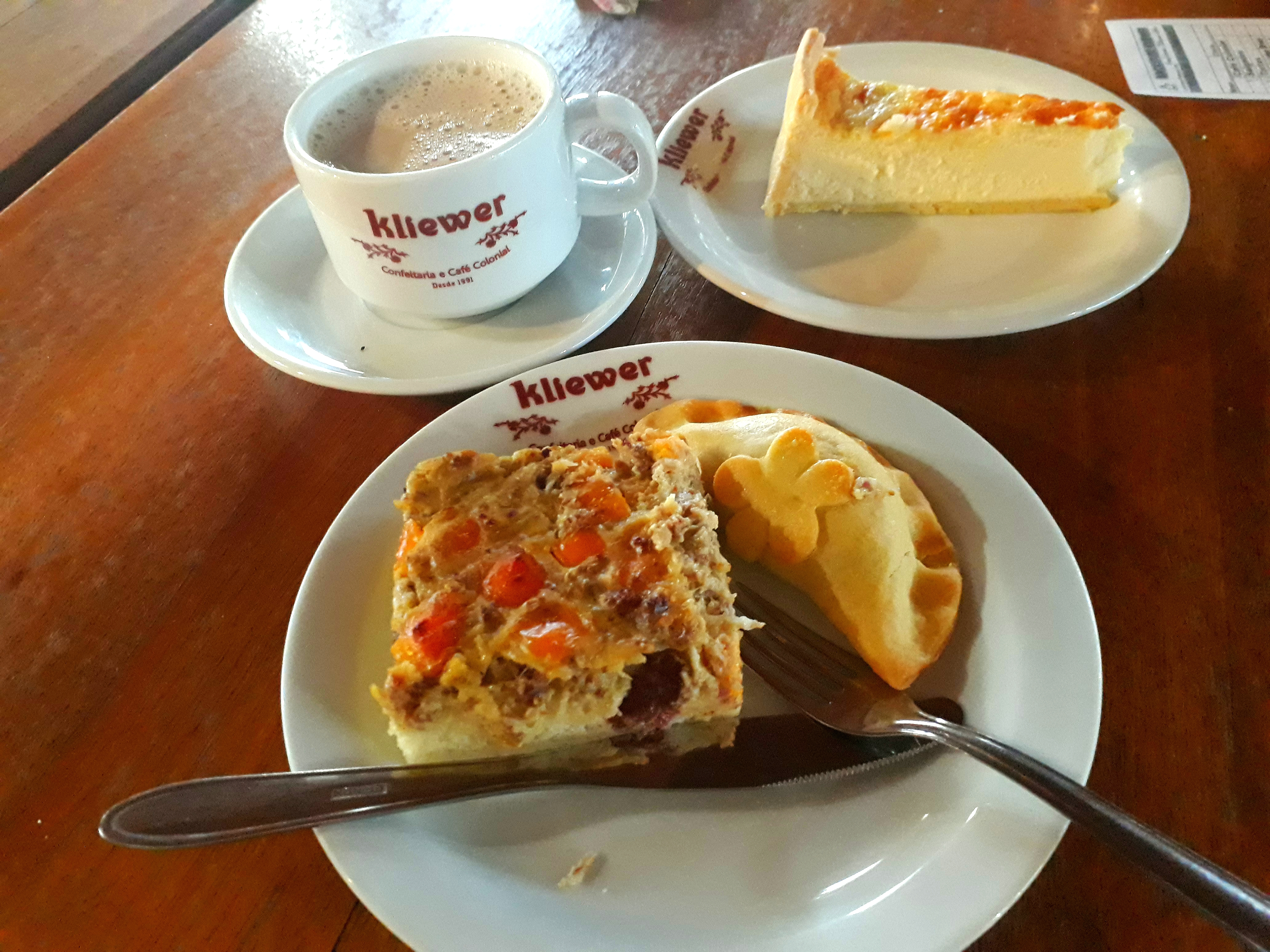
Café colonial servido em uma confeitaria local.
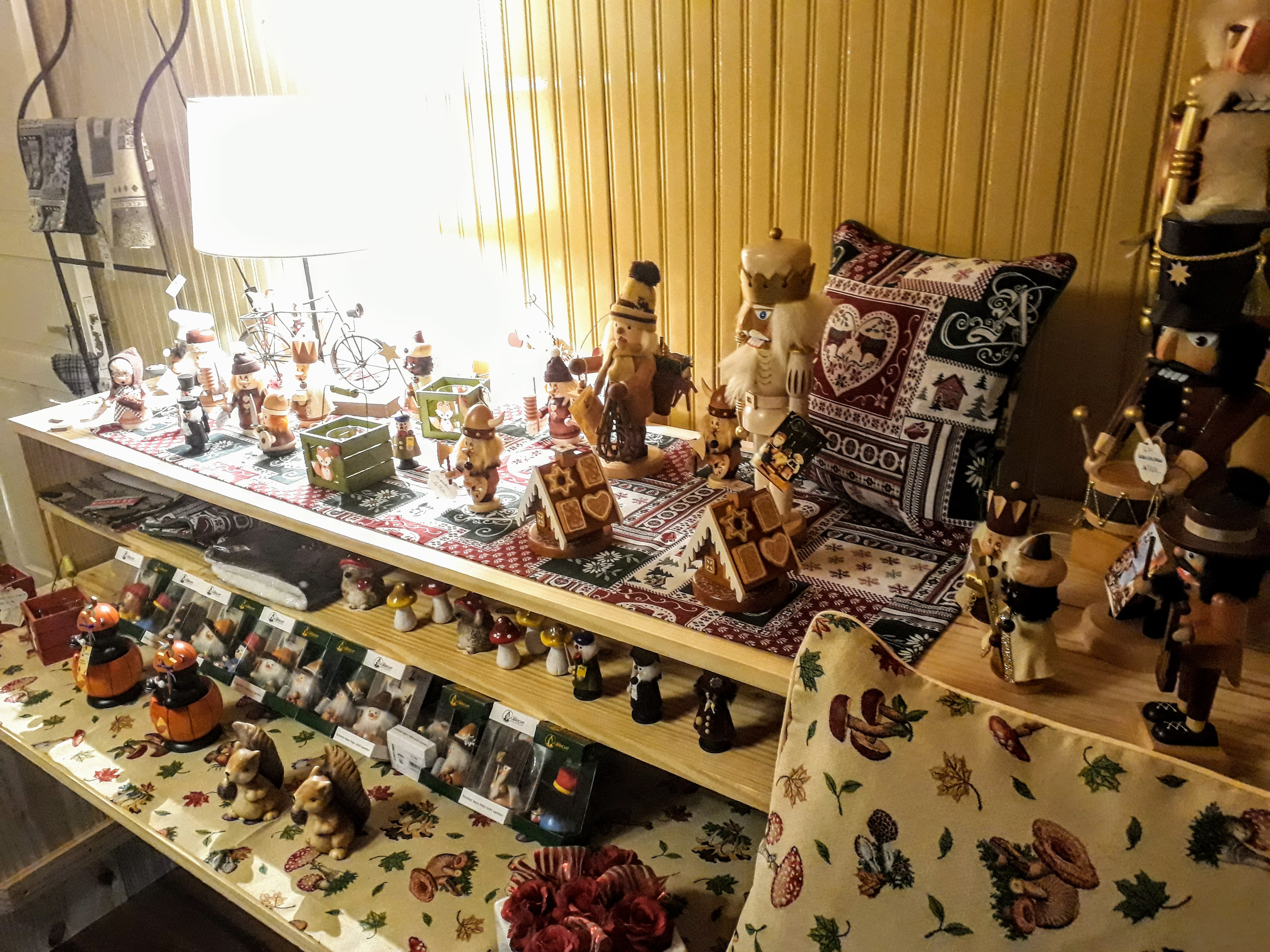
Artesanato típico alemão na Colônia Witmarsum.
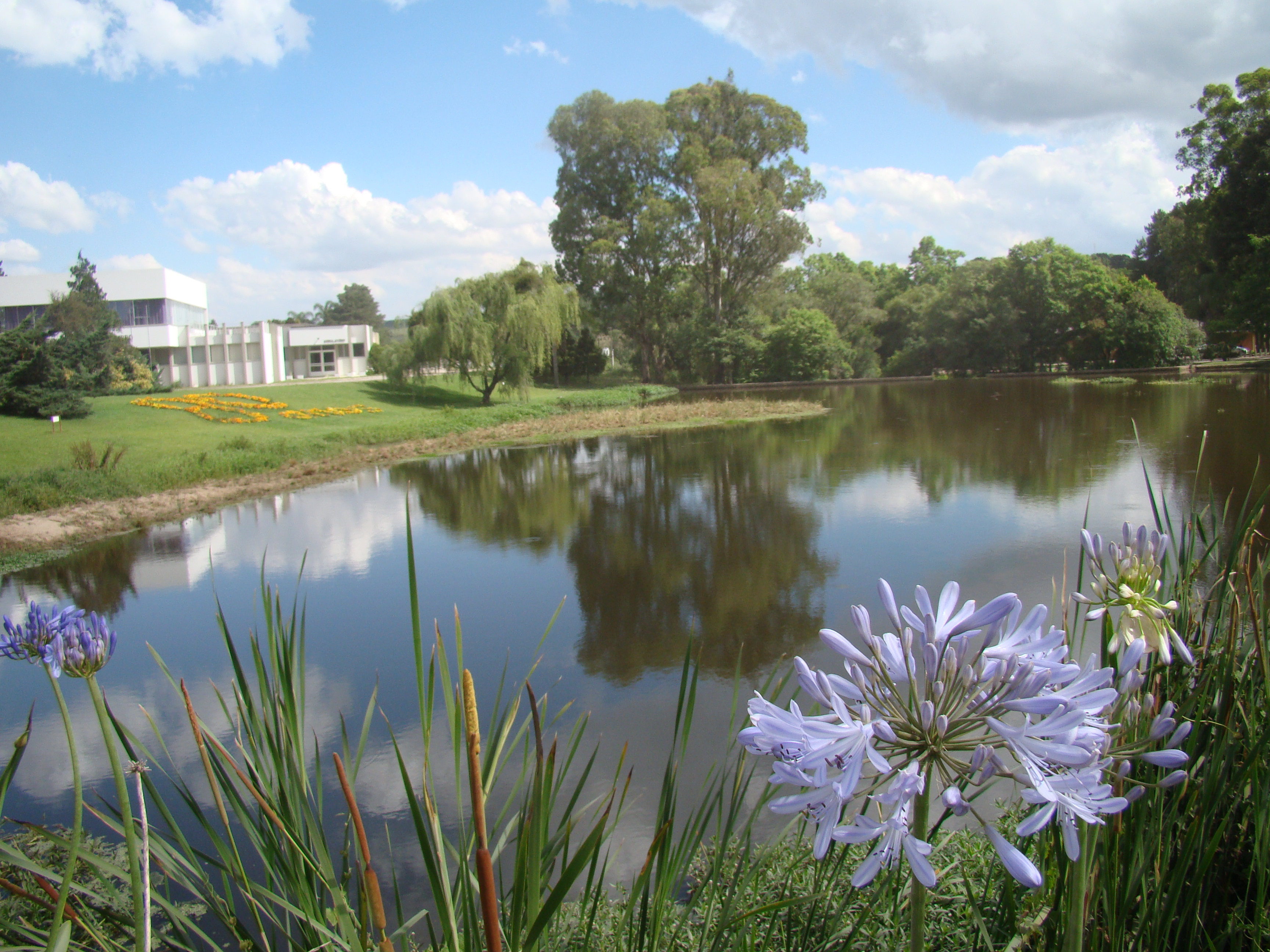
Lago e hospital (ao fundo) da Colônia Witmarsum.